# ناوشکن کلاس تاشکنت
دیسترویر کلاس تاشکنت (به انگلیسی: Tashkent-class destroyer) یک کلاس از کشتی است که طول آن 139.7 m می‌باشد.